# Крайковичи (община Требине)
Крайковичи (на сръбски: Крајковићи) е село в Босна и Херцеговина, разположено в община Требине, в ентитета на Република Сръбска. Населението му според преброяването през 2013 г. е 3 души, от тях: 3 (100,00 %) сърби.

## Население
Численост на населението според преброяванията през годините:
- 1961 – 54 души
- 1971 – 45 души
- 1981 – 28 души
- 1991 – 23 души
- 2013 – 3 души